# Poli Crysochous
Poli Chrysochous o Polis (en griego: Πόλη Χρυσοχούς; en turco: Poli) es una pequeña ciudad en el extremo noroeste de la isla de Chipre, en el centro de la Bahía de Chrysochous y en el borde de la reserva natural de la Península de Akamas. Es un complejo turístico tranquilo, los ingresos de los habitantes se complementan con la agricultura y la pesca. Polis es abastecida por el puerto pesquero de Latchi, un polo de atracción durante todo el año y de gran reputación por sus tabernas de pescado, instalaciones de deportes de mar y paseos en barco hasta Akamas, una visita obligada para todos los turistas. La gran ventaja de Poli es su proximidad a la hermosa Península de Akamas, zona de reserva natural, destinada a convertirse en un parque nacional, con sus famosos baños de Afrodita. Los paseos por sus senderos naturales acompañados de la vista panorámica de la bahía de Poli es una experiencia muy popular entre los lugareños y visitantes. Hoy en día, Poli es el centro administrativo de la zona, que incluye a 23 comunidades.

## Historia

Mapa de la antigua Chipre con sus principales ciudades. Mario se encontraba en la costa occidental de la isla.

Restos recientes muestran que Mario (el nombre original de Poli) ya estaba habitada a finales del Neolítico y a lo largo del Calcolítico. En Egipto, en Medinet Habu, en los templos de Ramsés III, hay una gran inscripción del siglo XII a.E. que se refiere a Chipre. Menciona los nombres de ciudades chipriotas incluyendo a Mario. Sin embargo, la primera referencia concreta a la ciudad ocurrió en el 449 a.E., cuando al igual que otras ciudades-reino de Chipre, estaba bajo dominio persa. Durante ese año, Cimón, el gran general ateniense, liberó a la ciudad de los persas. Más tarde, los geógrafos antiguos hablaban de la ciudad como "Marion Ellinikon", la Mario Helénica. El reino era rico en oro y mineral de cobre, extraído principalmente en las cercanas minas de Limni. Fue la riqueza natural la que llevó a la ciudad a un periodo de florecimiento del comercio, especialmente con Atenas, que a su vez, exportaba muchas vasijas áticas a Mario. Las muestras de esta cerámica se pueden ver en el Museo Arqueológico de Poli.
Comenzó a prosperar a partir del período pre-clásico en adelante y se convirtió en uno de los antiguos reinos chipriotas más importantes en la época clásica con importantes relaciones comerciales con las islas del Egeo oriental, Ática y Corinto. La dura batalla por Chipre entre los sucesores de Alejandro Magno, Antígono y Ptolomeo llevó a Mario a la destrucción. Ptolomeo, quien finalmente se impuso, asoló la ciudad cuyo rey se había puesto del lado de Antígono y trasladó a sus habitantes a Pafos. Más tarde, otro miembro de la dinastía ptolemaica, Filadelfo, fundó una nueva ciudad sobre las ruinas de Mario y le dio el nombre de su esposa, Arsínoe. La ciudad, con su nuevo nombre, prosperó durante la época helenística y romana. 

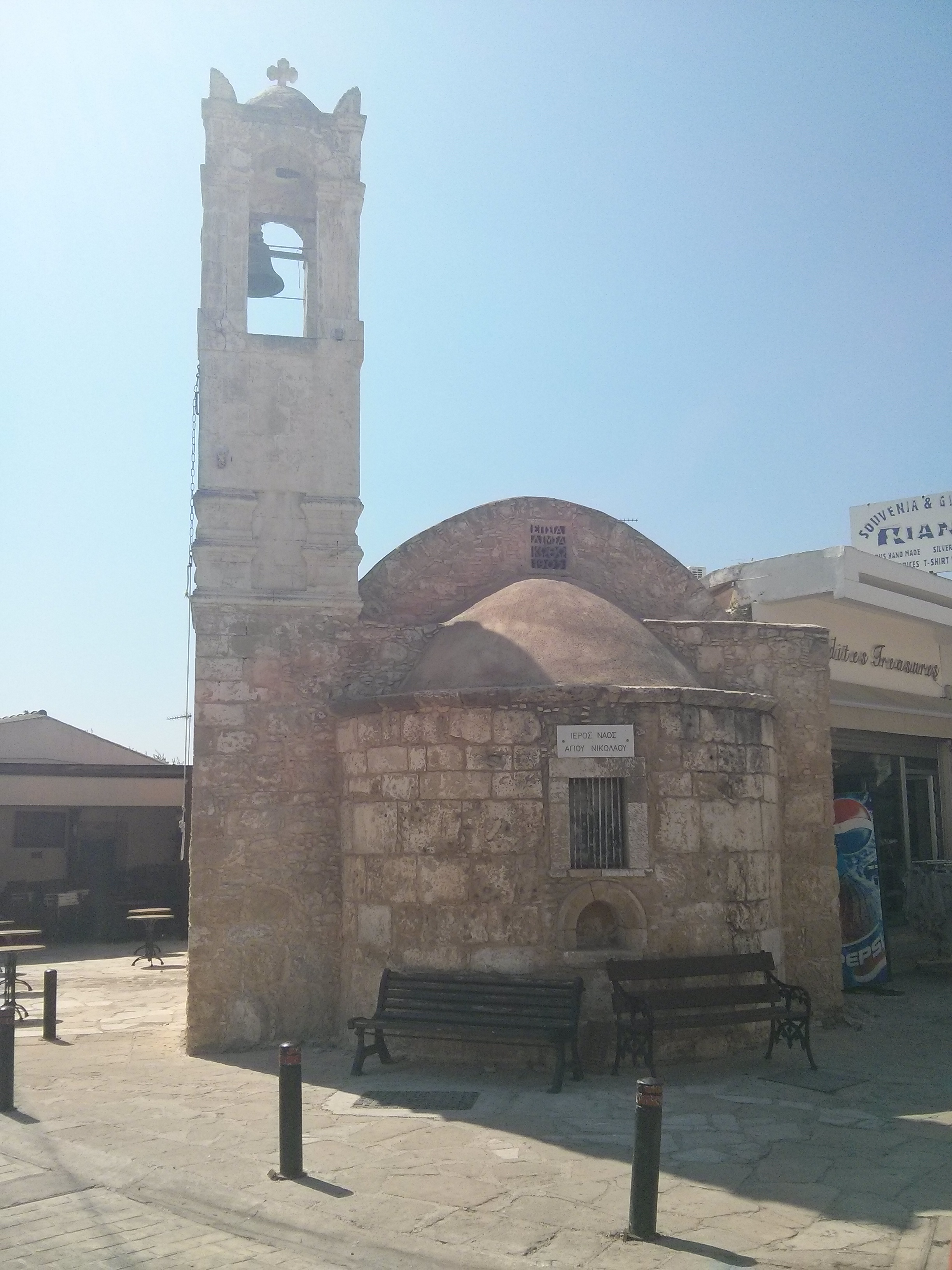
Iglesia de Poli

En el año 312 a.E., fue conquistada por Ptolomeo I y el reino fue abolido hasta su reconquista por Ptolomeo II que cambió el nombre de la ciudad poniendo el de su mujer e hija. La nueva ciudad era más pequeña que Mario pero también prosperó gracias a su proximidad a unas minas de cobre. La ciudad de Arsinoe continuó existiendo con Roma, el cristianismo y Bizancio cuando parece que sufrió una destrucción total en el período de las conquistas musulmanas del siglo VII. En los primeros tiempos cristianos también fue diócesis de un obispo. Algunos años después de eso, no hubo ninguna mención de la ciudad hasta finales de la Edad Media, cuando se hizo referencia a Chrysochou y más tarde a Poli Chrysochou. Evidencias arqueológicas indican que la ciudad también fue habitada durante el período bajomedieval entre los siglos XII y XIV.
Según la tradición, el ateniense Akamas, hijo de Teseo, desembarcó cerca de Poli después de la guerra de Troya y dio su nombre al Cabo de Akamas y a la ciudad de Akamantis, una ciudad legendaria que nunca se ha encontrado. En la antigüedad era conocida como Mario y probablemente fue fundada por Akamas o un tal Marieus. Fue una de las ciudades-reino fundadas por los micénicos cuando llegaron a Chipre. Los micénicos o aqueos, fueron los creadores de la civilización micénica en Grecia y se establecieron en Chipre entre 1400 y 1100 a.E. La presencia griega y las ciudades vinculadas a los micénicos en Chipre se puede verificar por inscripciones encontradas en los países vecinos.

## Lugares de interés

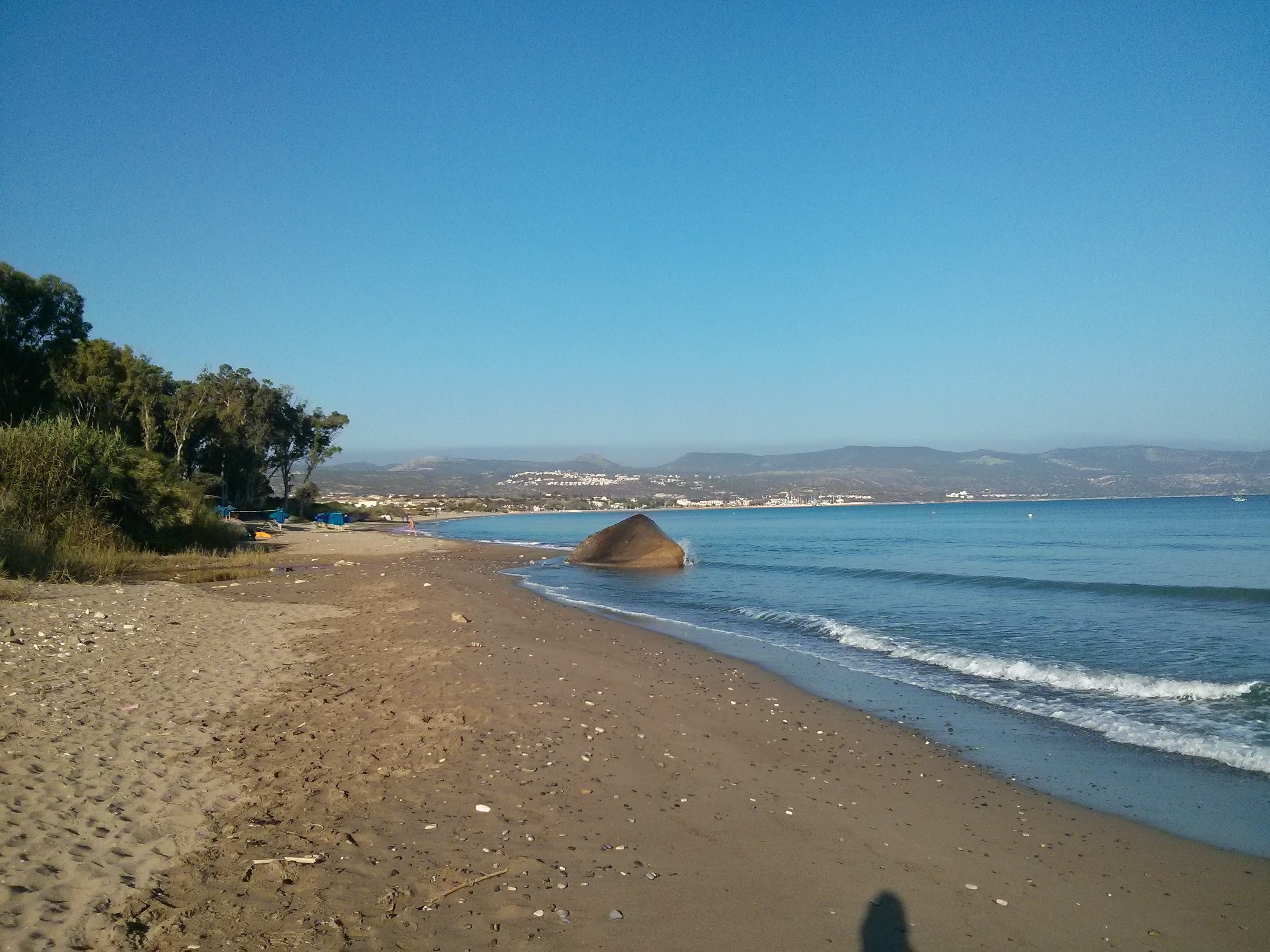
Playa de Poli

El museo local de Mario-Arsinoe en Poli fue inaugurado en 1998 por el Gobierno de Chipre. El museo consta de tres espacios expositivos, las Salas I y II y el Atrio. Los objetos en la Sala I provienen por orden cronológico de una extensa área alrededor de la localidad a fin de retratar su desarrollo histórico desde el Neolítico y Calcolítico hasta la Edad Media. Otro museo, el Centro de Cultura de Poli, que se inauguró el 15 de octubre de 2001, alberga un teatro y una sala con capacidad para 400 personas.
La ciudad está cerca de donde Afrodita, diosa del amor y la belleza, se reunió con su amado Adonis. Los Baños de Afrodita y las ruinas recientemente descubiertas del monasterio medieval ortodoxo georgiano de Gialia se encuentran cerca de la ciudad. El camping de Poli Chrysochous es el único lugar en Chipre donde un bosque de eucalipto llega hasta la costa.